# Kluge & Co.
Kluge & Co. s.r.o. je český výrobce čokolády a významný cukrářský dům založený Janem Kluge a Janem Bergmüllerem v Praze-Smíchově v roce 1861. Dům je známý svými luxusními čokoládovými výrobky, zejména dnes, Marphés Pralines. Společnost Kluge & Co. získala ocenění v roce 1870 za své řemeslné zpracování od rakouského císaře Františka Josefa I. Společnost vyrábí všechny čokoládové výrobky i luxusní krabičky stejně, jako v roce 1861.

## Historie
Společnost Kluge & Co. byla založena v roce 1861 v Praze-Smíchově na ulici Přívozní 198. Spolumajitel společnosti Jan Bergmüller koupil potřebné stroje v Paříži, v té době středisku čokoládového průmyslu. Firemní portfolio zahrnovalo celkem šest druhů čokolády.
Úspěšná továrna přitahovala čestné návštěvy. Jednou z nich byla návštěva samotného císaře Františka Josefa I. dne 29. října 1867. Továrnu navštívil také arcivévoda Karel a společnost Kluge & Co. tak získala právo používat titul císařské a královské továrny na čokoládu a cukrovinky. Firma se účastnila světových výstav, odkud přivezla vzácné ceny - Paříž 1867, Vídeň 1873, Terst 1882. Na přelomu století firma zaměstnává téměř 200 lidí a produkuje 1000 kg sladkostí denně.